# Pajusi
Pajusi (em estoniano:  Pajusi vald) é um município rural estoniano localizado na região de Jõgevamaa.